# Leandro Müller
Leandro Müller (Juiz de Fora, 14 de novembro de 1978) é um escritor brasileiro. Formou-se em Publicidade e Propaganda e em Jornalismo na Universidade Federal do Rio de Janeiro. Também cursou Filosofia, na Universidade Estadual do Rio de Janeiro e na Universidade do Porto. Desde 2004, além da escrita, dedica-se às atividades de editor e livreiro.
Em 2006 publicou seu primeiro romance, "O Código Aleijadinho", um thriller policial ambientado em cinco cidades históricas de Minas Gerais, apresentando em sua trama alguns personagens da arte e da história do Brasil, mais especificamente da Inconfidência Mineira.
Em 2008, ganhou o Prémio Máster en Edición do Grupo Santillana na Espanha por seu romance "Pequeno Tratado Hermético sobre os Efeitos de Superfície" e foi publicado pelas Ediciones Universidad Salamanca, editora da tradicional Universidade de Salamanca. O livro é prefaciado pelo escritor espanhol Enrique Vila-Matas.
Em 2010, lançou o primeiro livro da série infanto-juvenil "Clebynho, o babalorixá aprendiz"; também organizou uma antologia de contos feitos por livreiros chamada "Eu queria um livro...", com prefácio do premiado escritor Rubem Fonseca; e publicou um ensaio sobre edição de livros com o título "Como editar seu próprio livro".

## Obra
- O Código Aleijadinho - Romance | Editora Espaço e Tempo (Rio de Janeiro, 2006) -  Brasil
- Pequeño Tratado Hermético sobre Efectos de Superficie - Romance | Ediciones Universidad Salamanca (Salamanca, 2008) -  Espanha
- Clebynho, o babalorixá aprendiz - Infanto-juvenil | Editora Pallas (Rio de Janeiro, 2010) -  Brasil
- Eu queria um livro... - Antologia de contos | Editora AGIR (Rio de Janeiro, 2010) -  Brasil
- Como editar seu próprio livro - Ensaio | Editora Ilustração (Rio de Janeiro, 2010) -  Brasil

## Prêmios e Bolsas
- Menção honrosa no concurso de poesia da Associação de Estudantes da Universidade do Porto ( Portugal, 2007)
- Prémio Máster en Edición do Santillana Formación ( Espanha, 2008)[1]
- Bolsa de criação/investigação literária Criar Lusofonia do Centro Nacional de Cultura de Portugal ( Portugal, 2011)[2]